# Bicicleta d'or
La Bicicleta d'or (Vélo d'Or en francès) és un premi que cada any entrega la revista francesa Velo Magazine al ciclista considerat pel conjunt de periodistes com el més destacat de l'any. El guanyador és votat per divuit periodistes de diferents països, escollits per la revista. És un premi semblant a la Pilota d'Or que entrega la revista France Football.
El premi fou creat el 1992, sent el seu primer vencedor Miguel Indurain.
Al 2022 amb la creació del Tour de França femení, l'organització francesa del premi creu convenient crear el galardó femení i separar-lo del masculí com havia estat fins aleshores; la primera vencedora fou Annemiek van Vleuten. El 2023 s'instaura el Trofeu Eddy Merckx al i la millor ciclistes en les curses clàssiques.

## Palmarès masculí
| Any  | Guanyador          | Segon                | Tercer               | Ref.   |
| ---- | ------------------ | -------------------- | -------------------- | ------ |
| 1992 | Miguel Induráin    | Tony Rominger        | Claudio Chiappucci   | [ 2 ]  |
| 1993 | Miguel Induráin    | Maurizio Fondriest   | Tony Rominger        | [ 2 ]  |
| 1994 | Tony Rominger      | Miguel Induráin      | Ievgueni Berzin      |        |
| 1995 | Laurent Jalabert   | Miguel Induráin      | Abraham Olano        |        |
| 1996 | Johan Museeuw      | Bjarne Riis          | Alex Zülle           |        |
| 1997 | Jan Ullrich        | Laurent Jalabert     | Marco Pantani        |        |
| 1998 | Marco Pantani      | Michele Bartoli      | Lance Armstrong      |        |
| 1999 | Lance Armstrong*   | Jan Ullrich          | Andrei Txmil         |        |
| 2000 | Lance Armstrong    | Erik Zabel           | Jan Ullrich          |        |
| 2001 | Lance Armstrong    | Erik Zabel           | Erik Dekker          |        |
| 2002 | Mario Cipollini    | Lance Armstrong      | Paolo Bettini        |        |
| 2003 | Lance Armstrong    | Paolo Bettini        | Aleksandr Vinokúrov  |        |
| 2004 | Lance Armstrong    | Damiano Cunego       | Óscar Freire         |        |
| 2005 | Tom Boonen         | Lance Armstrong      | Danilo Di Luca       |        |
| 2006 | Paolo Bettini      | Alejandro Valverde   | Fabian Cancellara    |        |
| 2007 | Alberto Contador   | Fabian Cancellara    | Paolo Bettini        | [ 2 ]  |
| 2008 | Alberto Contador   | Fabian Cancellara    | Carlos Sastre        | [ 2 ]  |
| 2009 | Alberto Contador   | Mark Cavendish       | Fabian Cancellara    | [ 2 ]  |
| 2010 | Fabian Cancellara  | Alberto Contador     | Andy Schleck         | [ 3 ]  |
| 2011 | Philippe Gilbert   | Cadel Evans          | Mark Cavendish       | [ 4 ]  |
| 2012 | Bradley Wiggins    | Tom Boonen           | Joaquim Rodríguez    | [ 5 ]  |
| 2013 | Christopher Froome | Vincenzo Nibali      | Peter Sagan          | [ 6 ]  |
| 2014 | Alberto Contador   | Vincenzo Nibali      | Alejandro Valverde   | [ 7 ]  |
| 2015 | Christopher Froome | Peter Sagan          | Fabio Aru            | [ 8 ]  |
| 2016 | Peter Sagan        | Christopher Froome   | Nairo Quintana       |        |
| 2017 | Christopher Froome | Tom Dumoulin         | Peter Sagan          | [ 8 ]  |
| 2018 | Alejandro Valverde | Geraint Thomas       | Julian Alaphilippe   | [ 9 ]  |
| 2019 | Julian Alaphilippe | Egan Bernal          | Primož Roglič        | [ 2 ]  |
| 2020 | Primož Roglič      | Tadej Pogačar        | Wout van Aert        | [ 10 ] |
| 2021 | Tadej Pogačar      | Primož Roglič        | Wout van Aert        | [ 11 ] |
| 2022 | Remco Evenepoel    | Wout van Aert        | Tadej Pogačar        | [ 1 ]  |
| 2023 | Jonas Vingegaard   | Mathieu van der Poel | Tadej Pogačar        | [ 12 ] |
| 2024 | Tadej Pogačar      | Remco Evenepoel      | Mathieu van der Poel | [ 13 ] |

- En l'edició del 30 d'octubre de 2012, Vélo Magazine decidí retirar els premis Vélo d'or a Lance Armstrong després d'haver estat sancionat per vida i que se li retiressin els resultats obtinguts a partir d'agost de 1998 per dopatge.

### Palmarès per país
| País       | Vict. |
| ---------- | ----- |
| Espanya    | 7     |
| Regne Unit | 4     |
| Bèlgica    | 4     |
| Itàlia     | 3     |
| Eslovènia  | 3     |
| França     | 2     |
| Suïssa     | 2     |
| Alemanya   | 1     |
| Eslovàquia | 1     |
| Dinamarca  | 1     |

### Trofeu Eddy Merckx
| Any  | Guanyador            | Segon                | Tercer           |
| ---- | -------------------- | -------------------- | ---------------- |
| 2023 | Mathieu van der Poel | Tadej Pogačar        | Remco Evenepoel  |
| 2024 | Tadej Pogačar        | Mathieu van der Poel | Jasper Philipsen |

## Palmarès del Vélo d'or sub-26
Recompensa el millor ciclista de menys de 26 anys.
| Any  | Guanyador      | Segon                | Tercer             | Ref.  |
| ---- | -------------- | -------------------- | ------------------ | ----- |
| 2010 | Andy Schleck   | Vincenzo Nibali      | Mark Cavendish     |       |
| 2011 | Peter Sagan    | Edvald Boasson Hagen | Matthew Goss       |       |
| 2012 | Peter Sagan    | John Degenkolb       | Tejay van Garderen |       |
| 2013 | Nairo Quintana | Peter Sagan          | Marcel Kittel      | [ 6 ] |

## Palmarès femení
| Any  | Guanyadora           | Segona         | Tercera                | Ref.   |
| ---- | -------------------- | -------------- | ---------------------- | ------ |
| 2022 | Annemiek van Vleuten | Lotte Kopecky  | Pauline Ferrand-Prévot | [ 1 ]  |
| 2023 | Demi Vollering       | Lotte Kopecky  | Annemiek van Vleuten   | [ 12 ] |
| 2024 | Lotte Kopecky        | Demi Vollering | Katarzyna Niewiadoma   | [ 13 ] |

### Trofeu Eddy Merckx
| Any  | Guanyador     | Segon                | Tercer         |
| ---- | ------------- | -------------------- | -------------- |
| 2023 | Lotte Kopecky | Demi Vollering       | Alison Jackson |
| 2024 | Lotte Kopecky | Elisa Longo Borghini | Marianne Vos   |